# Vila Chã de Sá
Vila Chã de Sá ist ein Ort und eine ehemalige Gemeinde (Freguesia) im portugiesischen Kreis Viseu. Die Gemeinde hatte 2013 Einwohner (Stand 30. Juni 2011).
Am 29. September 2013 wurden die Gemeinden Vila Chã de Sá und Faíl zur neuen Gemeinde União das Freguesias de Faíl e Vila Chã de Sá zusammengeschlossen. Vila Chã de Sá ist Sitz dieser neu gebildeten Gemeinde.